# Балка Водяна (притока Вовчої)
Ба́лка Водяна (рос. Б. Водяная) — балка (річка) в Україні у Синельниківському районі Дніпропетровської області. Права притока річки Вовчої (басейн Дніпра).

## Опис
Довжина балки приблизно 13,51 км, найкоротша відстань між витоком і гирлом — 12,54 км, коефіцієнт звивистості річки — 1,08. Формується декількома балками та загатами.

## Розташування
Бере початок на південно-східній стороні від села Отрішки. Тече переважно на північний захід через село Водяне й у селі Романки впадає в річку Вовчу, ліву притоку річки Самари.

## Цікаві факт
- У селі Романки річку перетинає автошлях Т 0401[3] (автомобільний шлях територіального значення у Дніпропетровській та Запорізькій областях. Пролягає територією Дніпровського, Синельниківського, Васильківського, Покровського, Гуляйпільського, Пологівського, Токмацького та Мелітопольського районів через Дніпро — Васильківку — Покровське — Гуляйполе — Пологи — Токмак — Молочанськ — Мелітополь. Загальна довжина — 254,8 км).
- У XX столітті на балці існували газгольдер та багато газових свердловин[4].